# Katrin Hill
Katrin Hill (* 29. Juni 1975 in Kirchzarten als Katrin Helmcke) ist eine ehemalige deutsche Mountainbikerin, Duathletin und Triathletin. Sie ist sechsfache Deutsche Meisterin Cross-Triathlon (2003–2005, 2007, 2008, 2010).

## Werdegang

### Deutsche Junioren-Meisterin Triathlon Kurzdistanz 1995
Bei der Junioren-Europameisterschaft im Juli 1995 im Triathlon wurde Katrin Helmcke Dritte und Europameisterin mit der Mannschaft. Fünf Wochen später wurde sie Deutsche Junioren-Meisterin Triathlon.
Seit 1997 startet sie auch im Mountainbike-Weltcup. 2002 wurde sie in Kaprun „inoffizielle“ Vize-Weltmeisterin im Mountainbike-Marathon – das Rennen wurde als Generalprobe vor der ersten echten Weltmeisterschaft ausgetragen.

### Deutsche Meisterin Cross-Triathlon 2003
Im September 2003 wurde sie Deutsche Meisterin Cross-Triathlon. Bei der Deutschen Mountainbike-Meisterschaft wurde sie 2004 in Kirchzarten Dritte im Marathon.
Nach ihrer Hochzeit und einer Babypause startet sie seit 2007 als Katrin Hill und wurde im August zum vierten Mal Deutsche Meisterin im Cross-Triathlon.
Im August 2010 holte sich die damals 35-Jährige neben Sebastian Kienle bei den Männern zum sechsten Mal den Titel der Staatsmeisterin Cross-Triathlon. Seit 2010 tritt sie nicht mehr international in Erscheinung.

## Sportliche Erfolge
| Datum/Jahr    | Rang | Wettbewerb                                     | Austragungsort | Zeit     | Bemerkung                                                        |
| ------------- | ---- | ---------------------------------------------- | -------------- | -------- | ---------------------------------------------------------------- |
| Aug. 2005     | 2    | Breisgau-Triathlon                             | Malterdingen   |          | auf der Mitteldistanz hinter Katrin Paetzold und vor Meike Krebs |
| 1996          | 1    | Buschhütten Triathlon                          | Buschhütten    |          |                                                                  |
| 3. Sep. 1995  | 1    | DTU Deutsche Meisterschaft Triathlon Junioren  | Xanten         |          | Deutsche Junioren-Meisterin Triathlon                            |
| 30. Juli 1995 | 3    | ETU Triathlon European Championship Junior Men | Stockholm      | 02:06:45 | Junioren-Europameisterschaft                                     |

| Datum/Jahr    | Rang | Wettbewerb                                 | Austragungsort      | Zeit     | Bemerkung |
| ------------- | ---- | ------------------------------------------ | ------------------- | -------- | --- |
| 21. Aug. 2010 | 1    | DTU Deutsche Meisterschaft Cross-Triathlon | Hirschhorn (Neckar) | 02:36:24 | Deutsche Meisterin Cross-Triathlon                                                                                        |
| 16. Aug. 2008 | 1    | DTU Deutsche Meisterschaft Cross-Triathlon | Olbersdorf          |          | Deutsche Meisterin Cross-Triathlon                                                                                        |
| 18. Aug. 2007 | 1    | DTU Deutsche Meisterschaft Cross-Triathlon | Olbersdorf          |          | Deutsche Meisterin Cross-Triathlon                                                                                        |
| 10. Sep. 2005 | 1    | DTU Deutsche Meisterschaft Cross-Triathlon | Titisee             |          | |
| 11. Sep. 2004 | 1    | DTU Deutsche Meisterschaft Cross-Triathlon | Titisee             |          | Deutsche Meisterin Cross-Triathlon bei der X-Terra Germany (1,5 km Schwimmen, 36 km Mountainbikefahren und 9 km Trailrun) |
| 13. Sep. 2003 | 1    | DTU Deutsche Meisterschaft Cross-Triathlon | Titisee             |          | |
| 14. Sep. 2002 | 2    | DTU Deutsche Meisterschaft Cross-Triathlon | Titisee             |          | |

| Datum/Jahr    | Rang | Wettbewerb                          | Austragungsort | Zeit | Bemerkung                                            |
| ------------- | ---- | ----------------------------------- | -------------- | ---- | ---------------------------------------------------- |
| 26. Apr. 2008 | 2    | DTU Deutsche Meisterschaft Duathlon | Backnang       |      | Deutsche Vize-Meisterin auf der Duathlon-Kurzdistanz |

| Datum/Jahr | Rang | Wettbewerb                               | Austragungsort | Zeit | Bemerkung         |
| ---------- | ---- | ---------------------------------------- | -------------- | ---- | ----------------- |
| 2004       | 3    | Deutsche Meisterschaften im Mountainbike | Kirchzarten    |      |                   |
| 2003       | 1    | Black Forest Ultra Bike Marathon         | Schwarzwald    |      | Siegerin Marathon |

(DNF – Did Not Finish)